# Extraction du pétrole

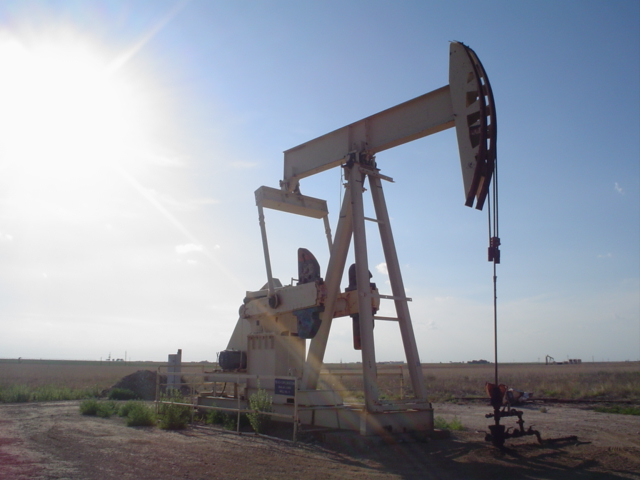
Chevalet de pompage sur un puits de pétrole au Texas

L'extraction de pétrole est le processus par lequel le pétrole utilisable est extrait et retiré du sous sol.

## Localisation du champ de pétrole
Les géologues utilisent des études sismiques pour rechercher des structures géologiques qui peuvent abriter des réservoirs de pétrole. La méthode «classique» consiste à faire exploser une charge explosive souterraine à proximité et observer la réponse sismique qui fournit des informations sur les structures géologiques souterraines.  Cependant, il existe aussi des méthodes «passives» qui extraient des informations à partir des ondes sismiques naturelles.
D’autres instruments tels que des gravimètres et des magnétomètres sont parfois aussi utilisés dans la recherche de pétrole parfois accompagnés de mesures nucléaires d'un flux de neutrons issu d'un matériau comme le californium. 
En mer, la sismique réflexion permet d'imager le piège géologique potentiel. Cette approche est complétée lors du forage des puits d'exploration par des diagraphies dont les résultats (notamment les mesures de conductivité électrique) permettent de caractériser la présence ou non d'hydrocarbures dans le sous-sol et plus particulièrement dans le piège (aspect pétrologique : électro-facies).  
L'extraction du pétrole brut commence normalement par le forage d’un puits dans le réservoir souterrain. Historiquement, aux États-Unis, il existait certains champs de pétrole où le pétrole affleurait naturellement à la surface, mais la plupart de ces champs ont depuis longtemps été exploités et épuisés, sauf dans certains endroits en Alaska. Souvent, de nombreux puits (appelés puits multilatéraux) sont forés dans le même réservoir, de sorte que le taux d'extraction soit économiquement viable. En outre, certains puits (puits secondaires) peuvent être utilisés pour pomper l'eau, la vapeur, des acides ou divers mélanges de gaz dans le réservoir pour augmenter ou maintenir la pression du réservoir, et ainsi de maintenir un taux d'extraction économiquement viable.

## Forage
Le puits de pétrole est créé par le forage d'un long trou dans le sol à partir d’une plate-forme pétrolière. Un tuyau d'acier est placé dans le trou, pour assurer l'intégrité structurelle du nouveau puits foré. Des trous sont ensuite effectués dans la base du puits pour permettre au pétrole de traverser le tubage. Enfin une collection de vannes appelée "Arbre de Noël" est monté sur le dessus, afin de réguler les pressions et de contrôler les débits.

## Extraction et récupération du pétrole

### Récupération primaire
Pendant la phase de récupération primaire, le pilotage du réservoir dépend d'un certain nombre de mécanismes naturels. Il s’agit notamment: de l’eau naturelle déplaçant le pétrole vers la base du puits, l'expansion du gaz naturel au sommet du réservoir, de l'expansion des gaz initialement dissous dans le pétrole brut et du drainage gravitaire résultant du mouvement du pétrole dans le réservoir de la partie supérieure vers les parties inférieures où se trouvent les puits. Le taux de récupération au cours de l'étape de récupération primaire est typiquement de 5 à 15% voire de 25 à 30% (les chiffres dépendent de la qualité du gisement, plus il est riche en gaz plus la récupération primaire sera importante).
Tant que la pression souterraine dans le réservoir de pétrole est suffisante pour forcer le pétrole vers la surface, il est seulement nécessaire de placer un agencement complexe de vannes (l'arbre de Noël) sur la tête de puits pour raccorder le puits à un réseau de canalisations vers des systèmes de stockage et de traitement. Parfois, des pompes, comme des pompes à balancier et des pompes électriques submersibles, sont utilisés pour amener le pétrole à la surface.

### Récupération secondaire
Au cours de la durée de vie du puits, la pression va chuter, et à un moment donné, la pression souterraine sera insuffisante pour forcer la migration du pétrole vers la surface. Les méthodes de récupération secondaire sont alors appliquées. Elles s’appuient sur la fourniture d'énergie externe dans le réservoir en injectant des fluides pour augmenter la pression du réservoir. Les techniques de récupération secondaire augmentent la pression du réservoir par injection d'eau, la réinjection de gaz naturel et d'extraction par injection de gaz, qui injecte de l'air, du dioxyde de carbone ou un autre gaz dans le fond d'un puits actif, ce qui réduit la densité globale de fluide dans le puits de forage. Le taux typique de récupération provenant de l'exploitation via l’injection d'eau  est d'environ 30%, en fonction des propriétés du pétrole et des caractéristiques de la roche mère. En moyenne, le taux de récupération après les opérations de récupération du pétrole primaires et secondaires se situe entre 35 et 45%. Le processus d'injection nécessite de l’énergie, mais l'installation de turbines à gaz sur les plates-formes au large nécessite l'arrêt du processus d'extraction, et donc de perdre des revenus précieux.

### Récupération assistée

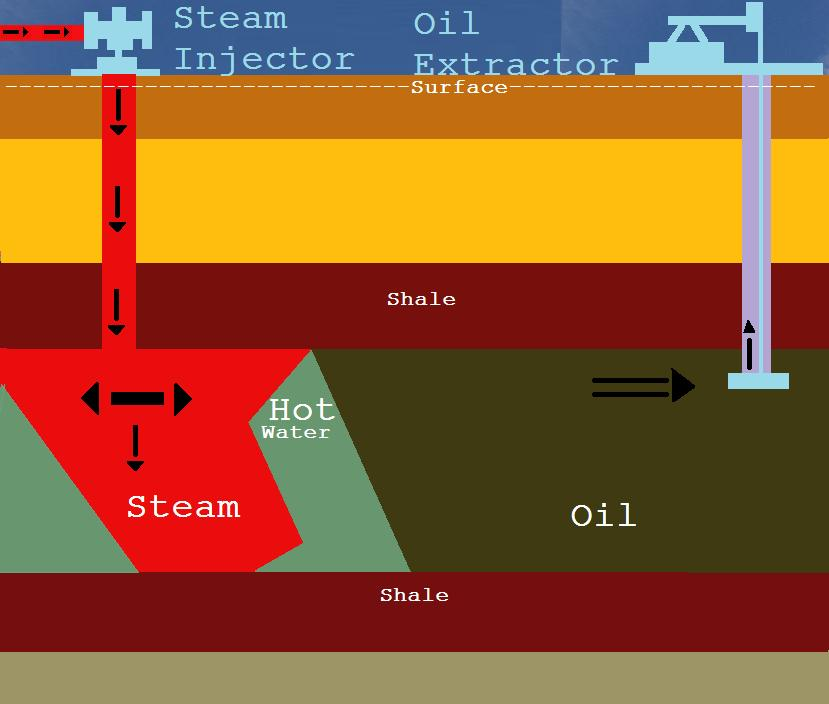
De la vapeur est injectée dans de nombreux champs de pétrole où le pétrole est plus épais et plus lourd que le pétrole brut normal.

L’amélioration des méthodes de récupération du pétrole ou récupération tertiaire augmente la mobilité du pétrole afin d'augmenter son taux d’extraction. 
Les méthodes thermiques de récupération de pétrole sont des techniques de récupération tertiaire consistant à chauffer le pétrole, réduisant ainsi sa viscosité et le rendant plus facile à extraire. L'injection de vapeur est la méthode thermique la plus courante et est souvent réalisée avec une centrale de cogénération. Dans ce type de centrale (à cogénération), une turbine à gaz est utilisée pour produire de l'électricité et de la chaleur perdue est utilisée pour produire de la vapeur, qui est ensuite injectée dans le réservoir. Cette méthode de récupération est largement utilisée pour augmenter l'extraction de pétrole dans la vallée de San Joaquin qui a du pétrole très lourd, mais qui représente 10 % de l'extraction de pétrole des États-Unis. La combustion in situ est une autre méthode thermique de récupération de pétrole, au lieu d’injecter de la vapeur, du pétrole est brûlé pour chauffer le pétrole environnant.
Occasionnellement, des agents tensioactifs (détergents) sont injectés dans le réservoir afin de modifier la tension superficielle entre l'eau et le pétrole, libérant du pétrole qui, autrement, resterait dans le réservoir sous forme de pétrole résiduel.
Un autre procédé pour réduire la viscosité est l’injection de dioxyde de carbone.
La récupération tertiaire permet de récupérer 5 % à 15 % de pétrole supplémentaire du réservoir. Dans certains champs de pétrole lourd californien, l'injection de vapeur a doublé ou même triplé les réserves de pétrole et la récupération du pétrole ultime. Par exemple, voir le champ pétrolifère de Midway-Sunset, le plus grand champ pétrolifère en Californie.
La récupération tertiaire commence quand la récupération secondaire du pétrole ne permet plus de poursuivre l'extraction, mais seulement lorsque le pétrole peut encore être extrait de façon rentable. Cela dépend du coût de la méthode d'extraction et du prix actuel du pétrole brut. Lorsque les prix sont élevés, les puits qui étaient non rentables sont remis en service et quand ils sont faibles, l'extraction est réduite.
Les traitements microbiens sont une autre méthode de récupération tertiaire. Des mélanges spéciaux des microbes sont utilisés pour traiter et briser les chaînes hydrocarbonées du pétrole, ce qui rend le pétrole plus facile à récupérer tout en étant plus économique par rapport aux autres méthodes conventionnelles. Dans certains États, comme le Texas, il y a des incitations fiscales pour utiliser ces microbes dans ce qu'on appelle une récupération tertiaire secondaire. Très peu d'entreprises fournissent ces microbes, cependant les méthodes d’entreprises comme Bio Tech, Inc. se sont révélées très efficaces pour l’injection d'eau au Texas.

## Taux et facteurs de récupération
La quantité de pétrole qui est récupérable est déterminée par un certain nombre de facteurs, dont la perméabilité des roches, la force de pressions naturelles (gaz, pression de l'eau adjacente ou de la gravité), et la viscosité du pétrole. Lorsque les roches réservoirs sont peu perméables tels que le schiste, le pétrole ne peut généralement pas s’écouler au travers, mais quand elles sont perméables comme le grès, le pétrole s’écoule librement. Le débit de pétrole est souvent aidé par des pressions naturelles entourant les roches réservoirs dont celle du gaz naturel qui peut être dissous dans le pétrole (voir le rapport gaz-pétrole), celle du gaz naturel présent au-dessus du pétrole, celle de l'eau au-dessous du pétrole et par la force de gravité. Les pétroles ont tendance à être constitué d’une large gamme de viscosité des liquides légers comme l'essence au plus lourd comme le goudron. Les formes les plus légères ont tendance à entraîner des taux d'extraction plus élevés.
Le génie pétrolier permet d'évaluer quels localisations et quels mécanismes de récupération sont appropriés pour un réservoir et d’estimer les taux de récupération et les réserves de pétrole avant l’extraction proprement dite.

## Récupération ultime estimée
Bien que le taux de récupération finale d'un puits ne puisse être connu avec certitude avant que ne cesse la production, les ingénieurs pétroliers estiment souvent un taux de récupération final sur la base de projection d’un taux de déclin annuel dans le futur. Différents modèles, techniques et approximations mathématiques sont utilisés.
Le taux de récupération final du gaz de schiste est difficile à prédire et il est possible de choisir des méthodes de récupération qui ont tendance à sous-estimer le déclin du puits au-delà de ce qui est raisonnable.